# Фиксационная амнезия
Фиксацио́нная амнези́я — неспособность запоминать, хранить и воспроизводить новую информацию, а также фиксировать в сознании текущие события и события недавнего прошлого. У больного не нарушены сознание и мотивации, но он не может вспомнить, что было только что на обед или что происходило несколько минут назад. Он может поддерживать разговор, а после того, как его собеседники ушли, будет уверять, что у него никого не было. Если человек, с которым он говорил две минуты назад, снова войдёт и спросит, виделись ли они, больной отвечает, что нет. Страдающие данным типом амнезии не способны запомнить ничего из только что увиденного, услышанного или прочитанного, тем не менее они прекрасно помнят события, которые происходили до начала заболевания. Профессиональные навыки и способность к интеллектуальной деятельности обычно сохранены. Однако отсутствие способности запоминать текущие события приводят к сильной дезориентации в любой новой ситуации, так что самостоятельная трудовая деятельность становится практически невыполнимой для больного.
Фиксационная амнезия является наиболее тяжёлым проявлением корсаковского синдрома. Помимо этого, она может возникать на конечных стадиях течения хронических сосудистых поражений мозга (так называемая атеросклеротическая деменция).
В остром периоде возможны замещающие (мнемонические) конфабуляции.
Фиксационная амнезия была описана в 1887 году Сергеем Корсаковым в диссертации «Об алкогольном параличе», при выделении алкогольного полиневритического психоза. С. С. Корсаков в данной работе впервые описал своеобразный психоз у хронических алкоголиков в сочетании с полиневритом. В последующем полиневритический психоз был назван корсаковским психозом (отличается от корсаковского синдрома, который встречается и при других болезнях).